# Cordillera de Carabaya
Cordillera de Carabaya – pasmo górskie w południowym Peru, w Kordylierze Wschodniej (Andy Środkowe). Rozciąga się na długości ok. 300 km. Najwyższy szczyt, Allincapac, osiąga wysokość 5800 m n.p.m. Pasmo poprzecinane głębokimi dolinami rzecznymi. Występują tropikalne wilgotne lasy górskie; w wyższych partiach lodowce górskie (granica wiecznego śniegu występuje na wysokości 5000 m n.p.m.).